# Gouvernement de Tver
1796–1929
Entités suivantes :
- Oblast de Kalinine

Le gouvernement de Tver (en russe : Тверская губерния) est une division administrative de l’Empire russe, puis de la RSFSR, avec pour capitale la ville de Tver. Créé en 1796 le gouvernement exista jusqu’en 1929 et sa transformation en oblast de Tver (oblast de Kalinine).

## Géographie
Le gouvernement de Tver était bordé au nord par le gouvernement de Novgorod et, dans le sens des aiguilles d’une montre, par ceux de Iaroslavl, Vladimir, Moscou, Smolensk et Pskov.

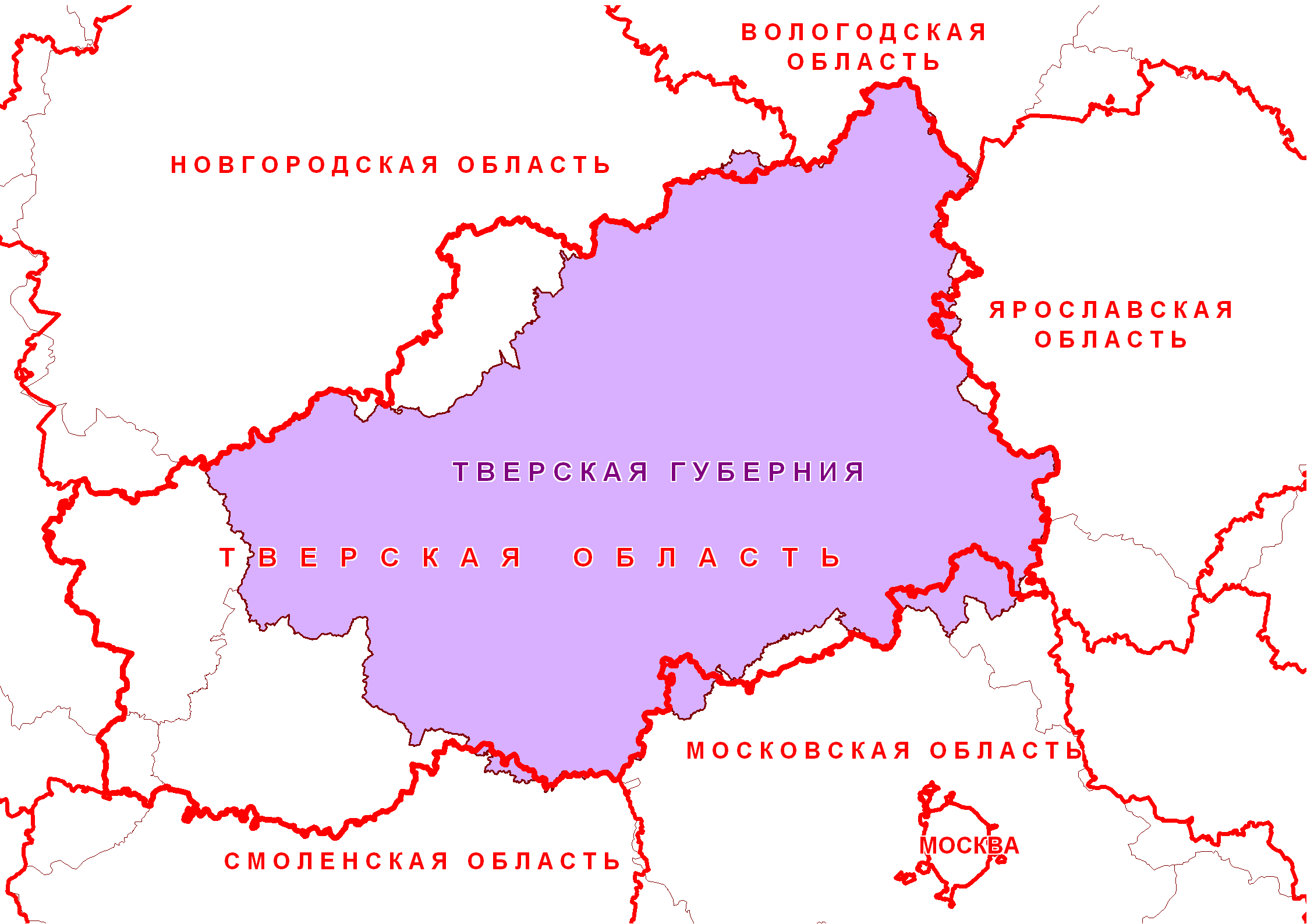
Le gouvernement de Tver et le découpage administratif actuel de la fédération de Russie.

Le territoire du gouvernement de Tver se retrouve de nos jours principalement dans l’oblast de Tver, seules quelques fractions du territoire sont dans les oblasts limitrophes de Moscou, Smolensk, Novgorod et Iaroslavl.

## Subdivisions administratives
De 1802 à 1924 le gouvernement de Tver était divisé en douze ouïezds : Bejetsk, Vessiegonsk, Vychni Volotchek, Zoubtsov, Kaliazine, Kachine, Kortcheva, Torjok, Ostachkov, Rjev, Staritsa et Tver.

## Population
En 1897 la population du gouvernement était de 1 769 135 habitants, dont 92,8 % de Russes et 6,7 % de Caréliens.